# Carry on the Grudge
Carry on the Grudge è il terzo album in studio del musicista britannico Jamie T, pubblicato nel 2014.

## Tracce
1. Limits Lie – 4:11
2. Don't You Find – 4:16
3. Turn On the Light – 4:27
4. Zombie – 4:06
5. The Prophet – 4:15
6. Mary Lee – 3:25
7. Trouble – 2:57
8. Rabbit Hole – 3:40
9. Peter – 3:36
10. Love Is Only a Heartbeat Away – 2:33
11. Murder of Crows – 4:02
12. They Told Me It Rained – 4:30